# Jacob Gabriel Wolff
Jacob Gabriel Wolff, född 1684, död den 6 augusti 1754, var professor i juridik i Halle. Han var även psalmförfattare, representerad i danska Psalmebog for Kirke og Hjem.